# Eurycarenus laticeps
Eurycarenus laticeps är en tvåvingeart som först beskrevs av Friedrich Hermann Loew 1852.  Eurycarenus laticeps ingår i släktet Eurycarenus och familjen svävflugor. Inga underarter finns listade i Catalogue of Life.